# Nikiforos Lytras

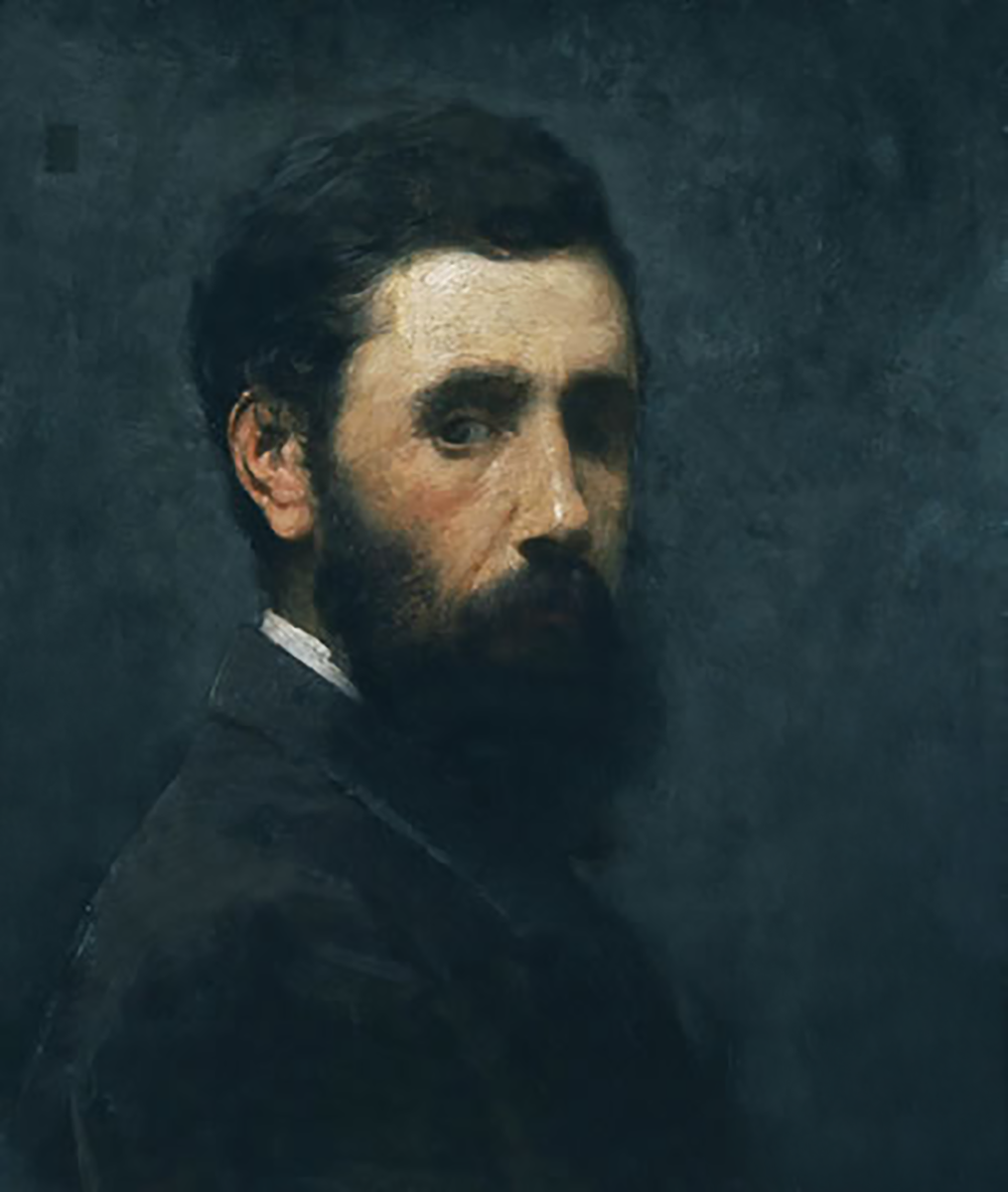
Selbstporträt

Nikiforos Lytras (griechisch Νικηφόρος Λύτρας; * 1832 in Pyrgos auf Tinos; † 14. Juni 1904 in Athen; auch Nikephoros Lytras, Nikiphoros Lytras transkribiert) war einer der größten griechischen Maler und Professoren der Malerei während des 19. Jahrhunderts. Er gilt als einer der bedeutendsten Vertreter der Malerei des Realismus der sogenannten Münchner Schule, und als einer der ersten Gestalter der Lehre der Schönen Künste in Griechenland.

## Leben
Nikiforos Lytras war der Sohn eines Bildhauers der Volkskunst. Im Jahre 1850, im Alter von 18. Jahren, ging er zusammen mit seinem Vater nach Athen und schrieb sich an der dortigen Hochschule der Bildenden Künste ein. Dort studierte er Malerei als Schüler der Gebrüder Margaritis, des Deutschen Ludwig Thiersch und des Italieners Raffaelo Ceccoli. Nach Abschluss seines Studiums im Jahre 1856 lehrte er an der Athener Kunsthochschule Elementarzeichnen. 1860 ging er mit einem Stipendium der griechischen Regierung nach München, um an der Akademie der Bildenden Künste München seine Studien zu vertiefen. Sein Lehrer wurde Karl von Piloty, der bedeutendste Vertreter der Malerei des historischen Realismus in Deutschland.
Mit der Verbannung König Ottos im Jahre 1862 unterbrach der griechische Staat das ihm gewährte Stipendium. Daraufhin übernahm der reiche griechische Baron Simon von Sina, Botschafter Griechenlands in Wien, die Studienkosten von Lytras.
Im Sommer 1865, wenige Zeit vor seiner Rückreise nach Griechenland, traf er erstmals seinen späteren Freund Nikolaus Gysis, der kurz zuvor in München angekommen war, um ebenfalls an der Seite von Piloty zu studieren. Gemeinsam mit Gysis besuchten sie in dieser Zeit Kunstausstellungen, Museen und malerische Dörfer Bayerns.
Nach seiner Rückkehr nach Griechenland wurde er Professor an der Athener Kunsthochschule. Er behielt den Lehrstuhl an der Fakultät für Höhere Malerei 38 Jahre lang. 1873 unternahm er zusammen mit Gysis eine dreitägige Reise in das kleinasiatische Smyrna. Ein Jahr darauf ging er wieder nach München und kehrte im April des Jahres 1875 nach Athen zurück. Im September 1876 reiste er in Begleitung von Gysis erneut nach München und später nach Paris. 1879 besuchte er Ägypten und im Winter desselben Jahres heiratete er Irene Kyriakides, die Tochter eines wohlhabenden Kaufmannes aus Smyrna. Ein Jahr später wurde Antonios, das erste ihrer sechs Kinder geboren. Es folgten die Söhne Nikolaos, Othon, Perikles und Lysandros, und die Tochter Chrysauge. Der Sohn Nikolaos Lytras wurde ebenfalls Maler mit einem reichen und bedeutenden Werk.
Während seiner künstlerischen Tätigkeit als Maler und seiner lehrenden Tätigkeit an der Kunsthochschule, widerfuhr Lytras früh Anerkennung und Ruhm. Bei ihm lernten viele bedeutende Maler, die später unterschiedliche künstlerische Wege gingen, unter anderen Georgios Iakovidis, Périclès Pantazis, Georgios Roilos und Nikolaos Vokos.
Im Sommer des Jahres 1904 starb Lytras im Alter von 72 Jahren nach kurzer Krankheit an einer Vergiftung, von der vermutet wird, dass sie von chemischen Substanzen in seinen Malfarben verursacht wurde. Wenige Monate vorher übernahm sein alter Schüler Georgios Iakovidis seinen Lehrstuhl an der Hochschule.

## Werke

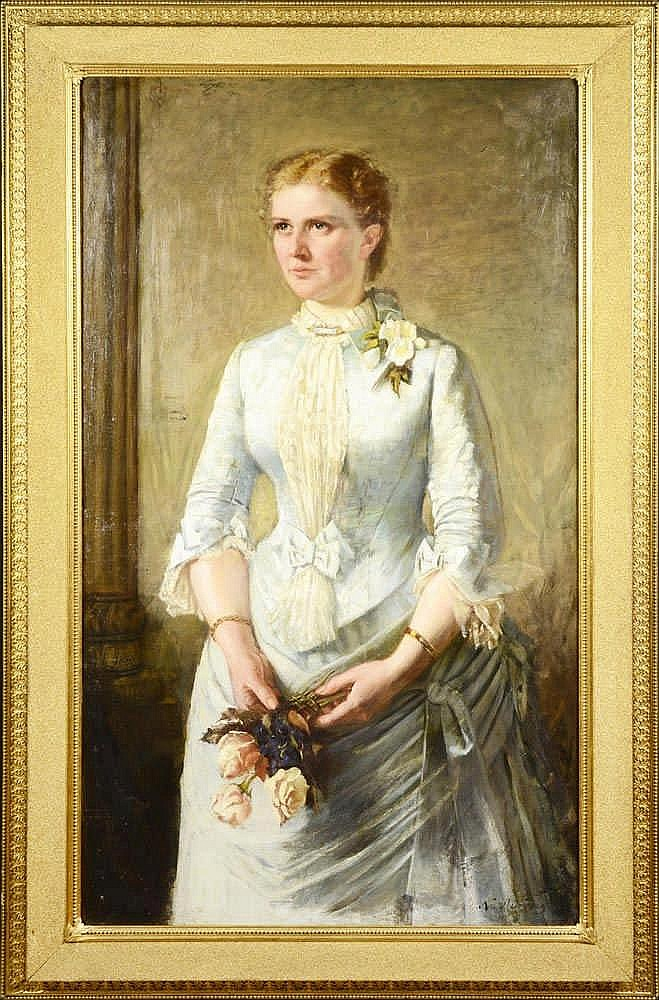
Nikephoros Lytras - Königin Olga (um 1867)

Während seiner Zeit als Schüler von Piloty beschäftigte sich Lytras mit der sogenannten Historischen Malerei. Es entstanden Werke mit Bezug zur Mythologie und zur griechischen Geschichte. In die Münchener Zeit fallen z. B. die Werke:
- Die Erhängung des Patriarchen Gregorios V.
- Penelope löst ihr Gewebtes auf
- Antigone vor dem toten Polyneikes

Mit seiner Rückkehr nach Griechenland begann Lytras sich mit Porträts zu beschäftigen, aber auch mit Themen des ländlichen und städtischen Lebens. Bräuche und Momentaufnahmen inspirierten zu einigen seiner heute bekannten „sittenschildernden Werke“:
- Klagelied der Fischer
- Der Milchmann
- Kind das eine Zigarette dreht
- Die Erwartung
- Königin Olga von Griechenland

Seine Reisen nach Kleinasien und Ägypten bereicherten seine Gemälde mit Darstellungen von schwarzafrikanischen Kindern, von Fellachen, Hodschas und anderen Elementen des im Westen beliebten „geheimnisvollen Orients“.
Die Werke seiner letzten Jahre sind beseelt von Altersmelancholie, religiöser Unruhe und Todesvorahnungen. Gegen Ende seines Lebens traten in seinen Bildern asketische und schwarzgekleidete Gestalten, an Stelle von schlanken und eleganten Mädchen.
Lytras war einer der beliebtesten Künstler in den athenischen Kunstkreisen seiner Zeit. Er nahm teil an vielen Ausstellungen und wurde vielfach ausgezeichnet, so bei den Olympien von 1859 bis 1889, den Weltausstellungen von Paris 1855, 1867, 1878 und 1900, der Weltausstellung von Wien 1873 und bei den regelmäßigen Ausstellungen des Kunstvereins Parnassos. Für die ersten Olympischen Spiele 1896 in Athen schuf er die Erinnerungsmedaillen.
Als offizieller Porträtist der hohen athenischen Gesellschaft schuf er Ganzkörperporträts von Mitgliedern bedeutender Familien sowie von den Direktoren der Nationalbank Griechenlands und anderer bedeutender Bürger. Das lebensgroße Ölgemälde der Königin von Griechenland, Großfürstin Olga Konstantinowna Romanowa, stammt aus der Zeit um 1867 und wurde im offiziellen Auftrag ausgeführt. Die Sitzungen mit der noch sehr jungen Königin fanden im Palast von Athen statt. 
Durch seine langjährige Lehrtätigkeit an der Kunsthochschule von Athen, setzte er einen bedeutenden Grundstein für die Entwicklung der neuzeitlichen Malerei in Griechenland. Obwohl er als Künstler zeitlebens der Malerei des akademischen Realismus verhaftet blieb, unbeeinflusst von den Strömungen des Impressionismus, hielt er seine Schüler dazu an, offen gegenüber neuen Tendenzen in der Malerei zu sein. Somit sorgte er nicht nur als Künstler für die Entwicklung der griechischen Malerei, sondern auch als Lehrer für deren Weiterentwicklung und für entscheidende Impulse. Seine Ansicht über die Kunst wird in einem seiner Zitate deutlich: „Die Liebe zum Schönen, ist die Brücke zwischen Gott und dem Menschen“.
1903 ehrte ihn die griechische Regierung mit dem Goldenen Kreuz des Erlösers. Im Jahre 1909, fünf Jahre nach seinem Tod, waren Werke von Lytras in München in der Ausstellung Die Schule von Piloty in der Galerie Heinemann zu sehen. 1933 organisierte die Kunsthochschule von Athen eine Retrospektive mit 186 Werken des Künstlers.